# Каялия
Каялия или Канлия (на румънски: Canlia) е село в окръг Кюстенджа, Северна Добруджа, Румъния.

## История
Според телеграма, цитирана от Антон Борлаков, на 19 юни 1917 г. местната власт в село Канлии, Островска община не разрешава откриването на училище със 137 записани деца под предлог, че е работен сезон. На 15 юли 1917 г. в селото е тържествено разкрито българско училище. По-късно същата година местният свещеник Кралев и учителя Йордан Калчишков организират общоселски празник. На 10 февруари 1918 г. е основано селското читалище "Просвета" с 98 член-съучредители.
До 1940 година в Каялия има българско население, което се изселва в България по силата на подписаната през септември същата година Крайовската спогодба.